# Lijst van administratieve eenheden in Quảng Nam
Deze lijst bevat een overzicht van administratieve eenheden in Quảng Nam (Vietnam).
De provincie Quảng Nam ligt in het midden van Vietnam. In het oosten ligt de Zuid-Chinese Zee en in het westen grenst de provincie aan Laos. De oppervlakte van de provincie bedraagt 10.438,3 km² en Quảng Nam telt ruim 1.484.300 inwoners. Quảng Nam is onderverdeeld in twee steden en zestien huyện.

## Stad

### Thành phốHội An
- Phường Cẩm An
- Phường Cẩm Châu
- Phường Cẩm Nam
- Phường Cẩm Phô
- Phường Cửa Đại
- Phường Minh An
- Phường Sơn Phong
- Phường Tân An
- Phường Thanh Hà
- Xã Cẩm Hà
- Xã Cẩm Kim
- Xã Cẩm Thanh
- Xã Tân Hiệp

### Thành phốTam Kỳ
- Phường An Mỹ
- Phường An Phú
- Phường An Sơn
- Phường An Xuân
- Phường Hòa Hương
- Phường Hòa Thuận
- Phường Phước Hòa
- Phường Tân Thạnh
- Phường Trường Xuân
- Xã Tam Ngọc
- Xã Tam Phú
- Xã Tam Thăng
- Xã Tam Thanh

## Huyện

### HuyệnBắc Trà My
- Thị trấn Trà My
- Xã Trà Bui
- Xã Trà Đốc
- Xã Trà Đông
- Xã Trà Dương
- Xã Trà Giác
- Xã Trà Giang
- Xã Trà Giáp
- Xã Trà Ka
- Xã Trà Kót
- Xã Trà Nú
- Xã Trà Sơn
- Xã Trà Tân

### HuyệnĐại Lộc
- Thị trấn Ái Nghĩa
- Xã Đại An
- Xã Đại Chánh
- Xã Đại Cường
- Xã Đại Đồng
- Xã Đại Hiệp
- Xã Đại Hòa
- Xã Đại Hồng
- Xã Đại Hưng
- Xã Đại Lãnh
- Xã Đại Minh
- Xã Đại Nghĩa
- Xã Đại Phong
- Xã Đại Quang
- Xã Đại Sơn
- Xã Đại Tân
- Xã Đại Thắng
- Xã Đại Thạnh

### HuyệnĐiện Bàn
- Thị trấn Vĩnh Điện
- Xã Điện An
- Xã Điện Dương
- Xã Điện Hòa
- Xã Điện Hồng
- Xã Điện Minh
- Xã Điện Nam Bắc
- Xã Điện Nam Đông
- Xã Điện Nam Trung
- Xã Điện Ngọc
- Xã Điện Phong
- Xã Điện Phước
- Xã Điện Phương
- Xã Điện Quang
- Xã Điện Thắng Bắc
- Xã Điện Thắng Nam
- Xã Điện Thắng Trung
- Xã Điện Thọ
- Xã Điện Tiến
- Xã Điện Trung

### HuyệnĐông Giang
- Thị trấn Prao
- Xã A Rooi
- Xã A Ting
- Xã Ba
- Xã Jơ Ngây
- Xã Ka Dăng
- Xã Mà Cooi
- Xã Sông Kôn
- Xã Tà Lu
- Xã Tư
- Xã Za Hung

### HuyệnDuy Xuyên
- Thị trấn Nam Phước
- Xã Duy Châu
- Xã Duy Hải
- Xã Duy Hòa
- Xã Duy Nghĩa
- Xã Duy Phú
- Xã Duy Phước
- Xã Duy Sơn
- Xã Duy Tân
- Xã Duy Thành
- Xã Duy Thu
- Xã Duy Trinh
- Xã Duy Trung
- Xã Duy Vinh

### HuyệnHiệp Đức
- Thị trấn Tân An
- Xã Bình Lâm
- Xã Bình Sơn
- Xã Hiệp Hòa
- Xã Hiệp Thuận
- Xã Phước Gia
- Xã Phước Trà
- Xã Quế Bình
- Xã Quế Lưu
- Xã Quế Thọ
- Xã Sông Trà
- Xã Thăng Phước

### HuyệnNam Giang
- Thị trấn Thạnh Mỹ
- Xã Cà Dy
- Xã Chà Vàl
- Xã Chơ Chun
- Xã Đắc Pre
- Xã Đắc Pring
- Xã Đắc Tôi
- Xã La Dêê
- Xã La Êê
- Xã Tà Bhing
- Xã Tà Pơơ
- Xã Zuôich

### HuyệnNam Trà My
- Xã Trà Cang
- Xã Trà Don
- Xã Trà Dơn
- Xã Trà Leng
- Xã Trà Linh
- Xã Trà Mai
- Xã Trà Nam
- Xã Trà Tập
- Xã Trà Vân
- Xã Trà Vinh

### HuyệnNông Sơn
- Xã Phước Ninh
- Xã Quế Lâm
- Xã Quế Lộc
- Xã Quế Ninh
- Xã Quế Phước
- Xã Quế Trung
- Xã Sơn Viên

### HuyệnNúi Thành
- Thị trấn Núi Thành
- Xã Tam Anh Bắc
- Xã Tam Anh Nam
- Xã Tam Giang
- Xã Tam Hải
- Xã Tam Hiệp
- Xã Tam Hòa
- Xã Tam Mỹ Đông
- Xã Tam Mỹ Tây
- Xã Tam Nghĩa
- Xã Tam Quang
- Xã Tam Sơn
- Xã Tam Thạnh
- Xã Tam Tiến
- Xã Tam Trà
- Xã Tam Xuân 1
- Xã Tam Xuân 2

### HuyệnPhú Ninh
- Thị trấn Phú Thịnh
- Xã Tam An
- Xã Tam Đại
- Xã Tam Đàn
- Xã Tam Dân
- Xã Tam Lãnh
- Xã Tam Lộc
- Xã Tam Phước
- Xã Tam Thái
- Xã Tam Thành
- Xã Tam Vinh

### HuyệnPhước Sơn
- Thị trấn Khâm Đức
- Xã Phước Chánh
- Xã Phước Công
- Xã Phước Đức
- Xã Phước Hiệp
- Xã Phước Hòa
- Xã Phước Kim
- Xã Phước Lộc
- Xã Phước Mỹ
- Xã Phước Năng
- Xã Phước Thành
- Xã Phước Xuân

### HuyệnQuế Sơn
- Thị trấn Đông Phú
- Xã Hương An
- Xã Phú Thọ
- Xã Quế An
- Xã Quế Châu
- Xã Quế Cường
- Xã Quế Hiệp
- Xã Quế Long
- Xã Quế Minh
- Xã Quế Phong
- Xã Quế Phú
- Xã Quế Thuận
- Xã Quế Xuân 1
- Xã Quế Xuân 2

### HuyệnTây Giang
- Xã A Nông
- Xã A Tiêng
- Xã A Vương
- Xã A Xan
- Xã Bha Lê
- Xã Ch'ơm
- Xã Dang
- Xã Ga Ri
- Xã Lăng
- Xã Tr'Hy

### HuyệnThăng Bình
- Thị trấn Hà Lam
- Xã Bình An
- Xã Bình Chánh
- Xã Bình Đào
- Xã Bình Định Bắc
- Xã Bình Định Nam
- Xã Bình Dương
- Xã Bình Giang
- Xã Bình Hải
- Xã Bình Lãnh
- Xã Bình Minh
- Xã Bình Nam
- Xã Bình Nguyên
- Xã Bình Phú
- Xã Bình Phục
- Xã Bình Quế
- Xã Bình Quý
- Xã Bình Sa
- Xã Bình Trị
- Xã Bình Triều
- Xã Bình Trung
- Xã Bình Tú

### HuyệnTiên Phước
- Thị trấn Tiên Kỳ
- Xã Tiên An
- Xã Tiên Cẩm
- Xã Tiên Cảnh
- Xã Tiên Châu
- Xã Tiên Hà
- Xã Tiên Hiệp
- Xã Tiên Lãnh
- Xã Tiên Lập
- Xã Tiên Lộc
- Xã Tiên Mỹ
- Xã Tiên Ngọc
- Xã Tiên Phong
- Xã Tiên Sơn
- Xã Tiên Thọ